# Воинский учёт в Российской Федерации
Во́инский учёт в Росси́йской Федера́ции — мероприятия государственных органов по обеспечению полного и качественного укомплектования призывными людскими ресурсами Вооруженных Сил Российской Федерации в мирное время, в периоды мобилизации, военного положения, в военное время. Воинский учёт в России существовал всегда на всех этапах её развития, но имел различные формы и особенности.

## Граждане, подлежащие воинскому учёту
Воинскому учёту в военных комиссариатах, органах местного самоуправления и организациях подлежат:

а) все граждане мужского пола в возрасте от 18 до 30 лет, обязанные состоять на воинском учёте и не пребывающие в запасе (призывники);

б) граждане мужского пола, пребывающие в запасе (военнообязанные):
- уволенные с военной службы с зачислением в запас Вооруженных Сил Российской Федерации;
- успешно завершившие обучение по программам подготовки офицеров, сержантов и солдат запаса на военных кафедрах при государственных, муниципальных или имеющих государственную аккредитацию по соответствующим направлениям подготовки (специальностям) негосударственных образовательных учреждениях высшего профессионального образования и окончившие указанные образовательные учреждения
- не прошедшие военную службу в связи с освобождением от призыва на военную службу;
- не прошедшие военную службу в связи с предоставлением отсрочек от призыва на военную службу или не призванные на военную службу по каким-либо другим причинам, по достижении ими возраста 30 лет;
- уволенные с военной службы без постановки на воинский учёт и в последующем поставленные на воинский учёт в военных комиссариатах;
- прошедшие альтернативную гражданскую службу;
- женского пола, имеющие военно-учётные специальности.

Не подлежат воинскому учёту граждане:

а) освобожденные от исполнения воинской обязанности в соответствии с Федеральным законом «О воинской обязанности и военной службе»;

б) проходящие военную службу или альтернативную гражданскую службу;

в) отбывающие наказание в виде лишения свободы;

г) женского пола, не имеющие военно-учётной специальности;

д) постоянно проживающие за пределами Российской Федерации;

е) имеющие воинские звания офицеров и пребывающие в запасе Службы внешней разведки Российской Федерации и Федеральной службы безопасности Российской Федерации.

## Обязанности граждан по воинскому учёту
Граждане, подлежащие воинскому учёту, обязаны:

а) состоять на воинском учёте по месту жительства или месту пребывания в военном комиссариате, а в поселении или городском округе, где нет военных комиссариатов, — в органах местного самоуправления. Граждане, имеющие воинские звания офицеров и пребывающие в запасе Службы внешней разведки Российской Федерации и запасе Федеральной службы безопасности Российской Федерации, состоят на воинском учёте в указанных федеральных органах исполнительной власти;
- 22 января 2019 года Госдума приняла закон, обязывающий вставать на воинский учет по месту фактического проживания граждан, не имеющих регистрации по месту жительства или по месту пребывания[2].
- 6 февраля 2019 года Президент РФ Владимир Путин подписал закон, который обязывает вставать на воинский учет по месту фактического проживания граждан без регистрации по месту жительства.[3]

б) являться в установленные время и место по вызову (повестке) в военный комиссариат или иной орган, осуществляющий воинский учёт, по месту жительства или месту пребывания, имея при себе военный билет (временное удостоверение, выданное взамен военного билета; справку взамен военного билета) или удостоверение гражданина, подлежащего призыву на военную службу, а также паспорт гражданина Российской Федерации и водительское удостоверение при его наличии;

в) явиться при увольнении с военной службы в запас Вооруженных Сил Российской Федерации в 2-недельный срок со дня исключения из списков личного состава воинской части в военный комиссариат или иной орган, осуществляющий воинский учёт, по месту жительства для постановки на воинский учёт;

г) сообщать в 2-недельный срок в военный комиссариат или иной орган, осуществляющий воинский учёт, по месту жительства об изменении сведений о семейном положении, образовании, состоянии здоровья (получении инвалидности), месте работы или должности, месте жительства в пределах муниципального образования;

д) сняться с воинского учёта при переезде на новое место жительства или место пребывания (на срок более 3 месяцев), а также при выезде из Российской Федерации на срок более 6 месяцев и встать на воинский учёт в 2-недельный срок по прибытии на новое место жительства, место пребывания или возвращении в Российскую Федерацию;

е) бережно хранить военный билет (временное удостоверение, выданное взамен военного билета), а также удостоверение гражданина, подлежащего призыву на военную службу. В случае утраты указанных документов в 2-недельный срок обратиться в военный комиссариат или иной орган, осуществляющий воинский учёт, по месту жительства для решения вопроса о получении документов взамен утраченных.
Граждане, подлежащие призыву на военную службу и выезжающие в период проведения призыва на срок более 3 месяцев с места жительства, обязаны лично сообщить об этом в военный комиссариат или иной орган, осуществляющий воинский учёт, по месту жительства.
Обязанность центральных властей возмещать расходы местной администрации по воинскому учету определена бюджетным законодательством и подтверждается судебной практикой, в том числе ВАС РФ. Расходы местной администрации по воинскому учету должны компенсироваться в полном объёме.

## Воинский учёт в организациях
В целях обеспечения постановки граждан на воинский учёт по месту работы работники, осуществляющие воинский учёт в организациях:
а) проверяют у граждан, принимаемых на работу, наличие отметок в паспортах граждан Российской Федерации об их отношении к воинской обязанности, наличие и подлинность документов воинского учёта, а также подлинность записей в них, отметок о постановке на воинский учёт по месту жительства или месту пребывания, наличие мобилизационных предписаний (для военнообязанных запаса при наличии в военных билетах отметок о вручении мобилизационного предписания), жетонов с личными номерами Вооруженных Сил Российской Федерации (для военнообязанных при наличии в военном билете отметки о вручении жетона);
б) заполняют личные карточки в соответствии с записями в документах воинского учёта. При этом уточняются сведения о семейном положении, образовании, месте работы (подразделении организации), должности, месте жительства или месте пребывания граждан, другие сведения, содержащиеся в документах граждан, принимаемых на воинский учёт;
в) разъясняют гражданам порядок исполнения ими обязанностей по воинскому учёту, мобилизационной подготовке и мобилизации, установленных законодательством Российской Федерации и настоящим Положением, осуществляют контроль за их исполнением, а также информируют граждан об ответственности за неисполнение указанных обязанностей;
г) информируют военные комиссариаты об обнаруженных в документах воинского учёта неоговоренных исправлениях, неточностях и подделках, неполном количестве листов, а также о случаях неисполнения гражданами обязанностей в области воинского учёта, мобилизационной подготовки и мобилизации.
В целях поддержания в актуальном состоянии сведений, содержащихся в личных карточках, и обеспечения поддержания в актуальном состоянии сведений, содержащихся в документах воинского учёта военных комиссариатов, работники, осуществляющие воинский учёт в организациях:
а) направляют в 2-недельный срок в соответствующие военные комиссариаты и (или) органы местного самоуправления сведения о гражданах, подлежащих воинскому учёту и принятию (поступлению) или увольнению (отчислению) их с работы (из образовательных учреждений). В случае необходимости, а для призывников в обязательном порядке, в целях постановки на воинский учёт по месту жительства или месту пребывания либо уточнения необходимых сведений, содержащихся в документах воинского учёта, оповещают граждан о необходимости личной явки в соответствующие военные комиссариаты или органы местного самоуправления;
б) направляют в 2-недельный срок по запросам соответствующих военных комиссариатов и (или) органов местного самоуправления необходимые сведения о гражданах, состоящих на воинском учёте, а также о гражданах, не состоящих, но обязанных состоять на воинском учёте;
в) представляют ежегодно, в сентябре, в соответствующие военные комиссариаты списки граждан мужского пола 15- и 16-летнего возраста, а до 1 ноября — списки граждан мужского пола, подлежащих первоначальной постановке на воинский учёт в следующем году;
г) сверяют не реже 1 раза в год сведения о воинском учёте, содержащиеся в личных карточках, со сведениями, содержащимися в документах воинского учёта граждан;
д) сверяют не реже 1 раза в год в порядке, определяемом Министерством обороны Российской Федерации, сведения о воинском учёте, содержащиеся в личных карточках, со сведениями, содержащимися в документах воинского учёта соответствующих военных комиссариатов и (или) органов местного самоуправления;
е) вносят в личные карточки сведения об изменениях семейного положения, образования, структурного подразделения организации, должности, места жительства или места пребывания, состояния здоровья граждан, состоящих на воинском учёте, и в 2-недельный срок сообщают об указанных изменениях в военные комиссариаты;
ж) оповещают граждан о вызовах (повестках) соответствующих военных комиссариатов или органов местного самоуправления и обеспечивают им возможность своевременной явки в места, указанные военными комиссариатами, в том числе в периоды мобилизации, военного положения и в военное время.
Число работников, осуществляющих воинский учёт в организациях, определяется с учетом следующих норм:
а) 1 работник, выполняющий обязанности по совместительству, — при наличии на воинском учете менее 500 граждан;
б) 1 освобожденный работник — при наличии на воинском учете от 500 до 2000 граждан;
в) 2 освобожденных работника — при наличии на воинском учете от 2000 до 4000 граждан;
г) 1 освобожденный работник на каждые последующие 3000 граждан, состоящих на воинском учете.
Вопрос о возмещении расходов, возникающий у организаций, законодательно не урегулирован.